# Апион (удобрение)

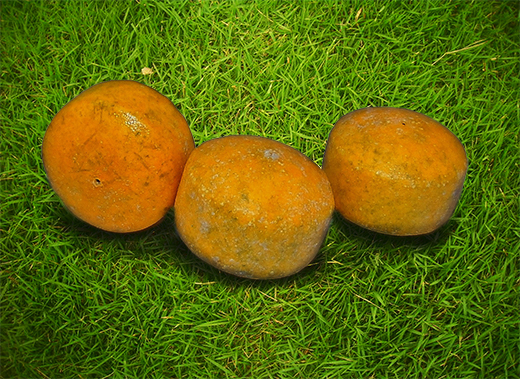
Так выглядел первый АПИОН в 2001 году. Удобрение длительного действия

«Апион» (автоматический питающий осмотический насос) — специальная форма удобрений длительного действия, которая обеспечивает локальное контролируемое питание в зоне корнеобитания растения в течение всего вегетационного периода. Содержание по N:P:K (Азот: Фосфор: Калий) - 18:6:18 + микроэлементы + гуматы)
«Апион» представляет собой дозирующее устройство в форме мягкой ёмкости, содержащее питательные вещества, которое функционирует в среде корнеобитания и контролирует вывод (в почву, субстрат или раствор) сбалансированного комплекса макро- и микроэлементов и биорегуляторов роста, без использования каких либо источников энергии.
В производстве «Апионов» используется наноструктурный материал — полупроницаемая мембрана. 

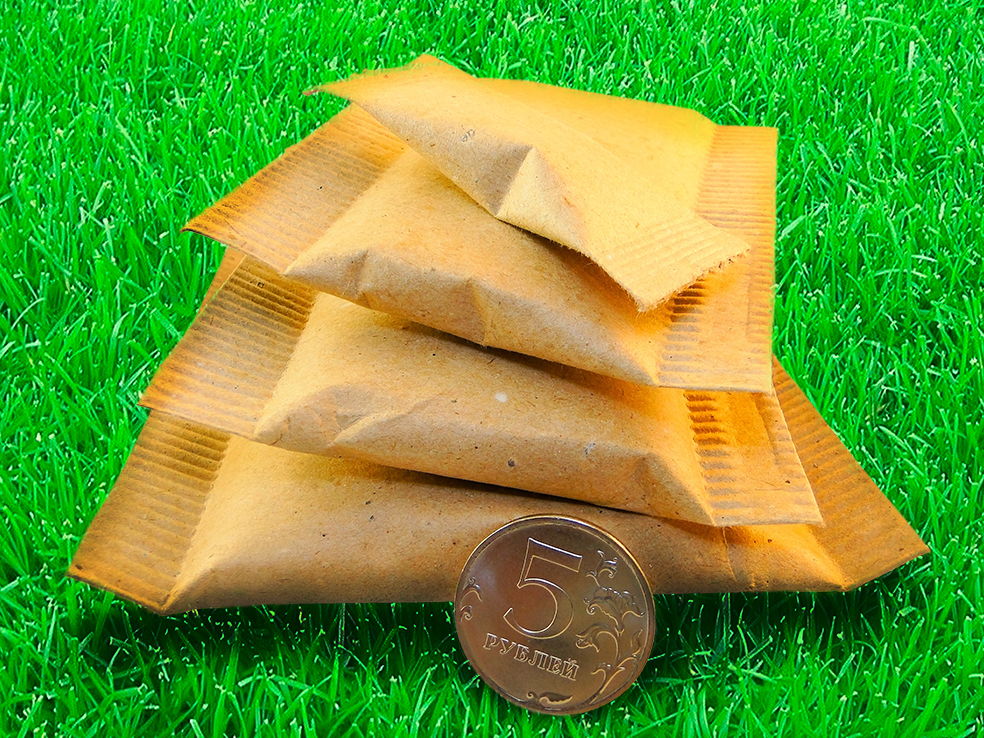
Так выглядел АПИОН в 2016 году. Удобрение длительного действия в умной мембране

## Действие «Апиона»
Механизм действия «Апиона» основан на известных физико-химических законах (законы Фика (Диффузия), Вант-Гоффа (Правило Вант-Гоффа), Генри (Закон Генри) и др.) и, в особенности на природном явлении осмоса.
Эти процессы в природе протекают самопроизвольно и не требуют потребления какой либо внешней энергии (например электроэнергии или тепловой энергии)
Так, например, явление осмоса проявляется при возникновении разности концентраций веществ в двух смежных ёмкостях разделённых полупроницаемой мембраной, где вещество с большей концентрацией стремится к веществу с меньшей концентрацией, проходя через полупроницаемую мембрану в одну сторону, пытаясь восстановить равномерность концентраций веществ в обеих ёмкостях.
Явление осмоса может создавать давление в замкнутом сосуде, способное разорвать этот сосуд. Как раз это (осмотическое) давление используется в работе автоматического питающего насоса — «Апиона».

## Продолжительность действия «Апиона»
Процесс осмоса (в соответствии с законом Диффузии) продолжается, пока сохраняется разность концентраций веществ в описанных выше двух средах, в данном случае почва — это влагоёмкая среда и «Апион» — среда, содержащая концентрированный раствор и отделённая от почвы полупроницаемой мембраной — оболочкой «Апиона».
Управление параметрами полупроницаемой мембраны позволяют изготовить осмотические насосы и в том числе «Апионы» со временем дозирования от нескольких десятков часов до нескольких лет, и со скоростями дозирования от долей миллиграмма до десятков грамм в час.

## Синхронная работа «Апиона» с растением
Любое растение так же является своего рода осмотическим насосом, в данном случае — биологическим, причём использует оно для питания всё то же явление — «осмос».
Когда этот биологический насос работает совместно с «Апионом» в почве, то, по мере вывода раствора питательных веществ из «Апиона», эти вещества, потребляются корневой системой растения.
Правильно подобранная марка Апиона обеспечивает одинаковую скорость вывода питательных веществ из «Апиона» и скорость их всасывания растением.
В основном периоде растение развивается практически с постоянной скоростью. «Апион» также работает с постоянной скоростью дозирования применительно к данному виду растения (данной культуре).
В этом случае, почва, в которой работает «Апион», превращается из временного контейнера для хранения питательных веществ в проводник раствора питательных веществ от «Апиона» к корневой системе растущего растения.
В почве не убывает концентрация питательных веществ и не накапливаются избыточные соли.
Растения наилучшим образом развиваются (быстро растут) при определённой положительной температуре, но при её понижении рост замедляется, растения потребляют меньше питательных веществ, а зимой для большинства растений наступает период «спячки», то есть все биологические процессы приостанавливаются.
Следуя Правилу Вант-Гоффа «Апион», с понижением температуры так же, как и растение, замедляет работу, у него снижается скорость дозирования, а зимой «Апион» практически прекращает работать.
Более того, если растение по каким-то причинам перестаёт всасывать питательные вещества из почвенного раствора (срезали стебли, ствол, оставили корневую систему без надземной части), то повышение концентрации солей в зоне расположения Апиона также приводит к замедлению его работы, снижению скорости дозирования в соответствии с законом Диффузии.
Также «Апион» снижает скорость дозирования при сильном снижении влажности почвы, в сухой, без полива, почве «Апион» не работает (растение без полива также в большинстве случаев тоже гибнет).
«Апион» откликается на условия, в которые попадает растение в процессе роста и развития, и поддерживает заданный режим дозирования питательных веществ в зависимости от внешних условий (температура, влажность, концентрация солей в почве) следуя законам Фика (Диффузия), Вант-Гоффа (Правило Вант-Гоффа), Генри (Закон Генри) и др.).
Такие характеристики Апионов обусловлены температурной и концентрационной зависимостью свойств полупроницаемой полимерной мембраны, которая является основной составной частью осмотического насоса. В технике такая возможность управлять работой устройств называется управлением с положительной и отрицательной обратными связями.